# Jasper (Indiana)
Jasper és una població dels Estats Units a l'estat d'Indiana. Segons el cens del 2000 tenia 12.100 habitants.

## Demografia
Segons el cens del 2000, Jasper tenia 12.100 habitants, 4.875 habitatges, i 3.188 famílies. La densitat de població era de 506,7 habitants/km².
Dels 4.875 habitatges en un 32,7% hi vivien nens de menys de 18 anys, en un 54,2% hi vivien parelles casades, en un 8,4% dones solteres, i en un 34,6% no eren unitats familiars. En el 29,2% dels habitatges hi vivien persones soles l'11,7% de les quals corresponia a persones de 65 anys o més que vivien soles. El nombre mitjà de persones vivint en cada habitatge era de 2,41 i el nombre mitjà de persones que vivien en cada família era de 3,01.
Per edats la població es repartia de la següent manera: un 25,4% tenia menys de 18 anys, un 8,4% entre 18 i 24, un 29,6% entre 25 i 44, un 21,6% de 45 a 60 i un 15% 65 anys o més.
L'edat mediana era de 36 anys. Per cada 100 dones de 18 o més anys hi havia 92,2 homes.
La renda mediana per habitatge era de 42.051$ i la renda mediana per família de 52.634$. Els homes tenien una renda mediana de 36.415$ mentre que les dones 22.484$. La renda per capita de la població era de 23.547$. Entorn del 3,3% de les famílies i el 5,6% de la població estaven per davall del llindar de pobresa.

## Poblacions més properes
El següent diagrama mostra les poblacions més properes.